# Johannes Huinink
Johannes Huinink (* 12. September 1952 in Greven, Nordrhein-Westfalen) ist ein deutscher Soziologe am Forschungszentrum Ungleichheit und Sozialpolitik (SOCIUM) der Universität Bremen.

## Beruflicher Werdegang
Huinink machte 1976 sein Diplom in Mathematik an der Fakultät für Mathematik der Westfälischen Wilhelms-Universität in Münster.
In den Jahren 1980 und 1981 war er wissenschaftlicher Mitarbeiter mit dem Universitätsschwerpunkt Mathematisierung der Einzelwissenschaften an der Universität Bielefeld, wo er 1981 sein Diplom in Soziologie an der Fakultät für Soziologie machte. Von 1982 bis 1986 arbeitete Huinink als wissenschaftlicher Mitarbeiter am Institut für Bevölkerungsforschung und Sozialpolitik der Universität Bielefeld. 1986 wurde ihm der Doktortitel für Soziologie verliehen.
Von 1986 bis 1994 war er wissenschaftlicher Mitarbeiter am Max-Planck-Institut für Bildungsforschung in Berlin, wo er im Forschungsbereich Bildung, Arbeit und gesellschaftliche Entwicklung tätig war.
Im Jahr 1994 erfolgte seine Habilitation im Fach Soziologie an der Fakultät für Philosophie und Sozialwissenschaften I der Freien Universität Berlin.
Von 1994 bis 1998 war er Universitätsprofessor (C3) für Soziologie mit dem Schwerpunkt Vergleichende Analyse von Gegenwartsgesellschaften am Institut für Soziologie der Universität Leipzig. Am Institut für Soziologie der Universität Rostock lehrte er in den Jahren 1999 bis 2003 mit dem Schwerpunkt Bevölkerungs- und Familiensoziologie (C4). Seit 2003 ist er Ordentlicher Universitätsprofessor (W3) für Soziologie mit dem Schwerpunkt Theorie und Empirie der Sozialstruktur zunächst am Institut für empirische und angewandte Soziologie der Universität Bremen und seit 2015 am Forschungszentrum Ungleichheit und Sozialpolitik (SOCIUM) der Universität Bremen.
Seine Forschungsschwerpunkte gelten der soziologischen Theorie und Modellbildung, der Sozialstrukturforschung, der Soziologie des Lebenslaufs, der Soziologie der Lebensformen, der Bevölkerungssoziologie, den Methoden empirischer Sozialforschung und der Datenanalyse.

## Publikationen

### Monographien
- Mehrebenensystem-Modelle in den Sozialwissenschaften, Deutscher Universitäts-Verlag, Wiesbaden 1989
- Warum noch Familie? Zur Attraktivität von Partnerschaft und Elternschaft in unserer Gesellschaft, Campus, Frankfurt am Main / New York 1995
- mit K. U. Mayer u. a.: Kollektiv und Eigensinn. Lebensverläufe in Ostdeutschland vor der Wende und danach, Akademie Verlag, Berlin 1995
- Soziologie. Was sie kann, was sie will, Rowohlt Taschenbuch Verlag, Reinbek 2001
- BA-Studium Soziologie. Ein Lehrbuch. Rowohlt, Reinbek 2005, ISBN 3-499-55668-5
- mit Karl Alexander Röhler: Liebe und Arbeit in Paarbeziehungen. Zur Erklärung geschlechtstypischer Arbeitsteilung in nichtehelichen und ehelichen Lebensgemeinschaften, Ergon, Würzburg 2005, ISBN 3-89913-435-4
- mit D. Konietzka: Familiensoziologie. Ein Lehrbuch, Campus, Frankfurt/M. 2007, ISBN 978-3-593-38368-2
- mit T. Schröder: Sozialstruktur Deutschlands, 2. kompl. überarb. Auflage, Konstanz: UVK 2014, ISBN 978-3825242343

### Herausgaben
- mit K. U. Mayer und J. Allmendinger: Vom Regen in die Traufe. Frauen zwischen Beruf und Familie, Campus, Frankfurt am Main / New York 1991
- mit H.-J. Andreß, H. Meinken, D. Rumianek, W. Sodeur und G. Sturm: Theorie, Daten, Methoden. Neue Modelle und Verfahrensweisen in den Sozialwissenschaften, Oldenbourg, München 1992
- mit K. P. Strohmeier und M. Wagner: Solidarität in Partnerschaft und Familie. Zum Stand familiensoziologischer Theoriebildung, Ergon, Würzburg 2001
- mit M. Feldhaus: Neuere Forschungsperspektiven zur Beziehungs- und Familienentwicklung, Ergon Verlag, Würzburg 2008
- mit W. Heinz und A. Weymann: The Life Course Reader: Individuals and Society across Time. Campus, Frankfurt/M. und Chicago University Press, Chicago 2009
- mit M. Kreyenfeld und H. Trappe: Familie und Partnerschaft in Ost- und Westdeutschland. Ähnlich und doch immer noch anders, Sonderheft 9 der Zeitschrift für Familienforschung, Verlag Barbara Budrich, Opladen 2012
- mit C. Aybek und R. Muttarak: Spatial Mobility, Migration, and Living Arrangements. Dordrecht: Springer 2014

### Aufsätze
Auswahl seit 2011:
- mit J. Brüderl, B. Nauck, S. Walper, L. Castiglioni und M. Feldhaus: Panel Analysis of Intimate Relationships and Family Dynamics (pairfam) - Conceptual Framework and Design, in: Zeitschrift für Familienforschung, Jg. 23, 2011, Nr. 1, S. 77–101
- New Patterns or No Patterns? Changing Family Development and Family Life in Europe, in: E. Scabini und G. Rossi (Hrsg.), Family Transitions and Families in Transition, Studi interdisciplinari sulla famiglia, Band 25, 2012, S. 49–70
- mit P. Buhr. Die Bedeutung familienpolitischer Maßnahmen für die Entscheidung zum Kind, in: Zeitschrift für Sozialreform, Jg. 58, 2012, Nr. 3, S. 315–341
- De-Standardisation or Changing Life-Courses Patterns? A Socio-Demographic View on the Transformation of Transition to Adulthood in Europe, In: Neyer, G. et al. (Hrsg.), The Demography of Europe. New York: Springer, 2013, S. 99–118
- mit S. Vidal und S. Kley: Individuals‘ Openness To Migrate and Job Mobility, in: Social Science Research, Jg. 44, 2014, Nr. 1), S. 1–14
- mit M. Kohli: A Life-Course Approach to Fertility. in: Demographic Research, Jg. 30, 2014, Article 45, S. 1293–1326
- mit P. Buhr: The German Low Fertility: How We Got There and What We Can Expect for the Future, in: European Sociological Review, Jg. 31, 2015, Nr. 2, S. 197–210
- Boudons „Unvollendete“ oder: Was macht die Sozialwissenschaft zur Wissenschaft? in: Soziologische Revue, Jg. 39, 2016, Nr. 1, S. 30–40
- mit Laszlo Vaskovics: Werden die Regelungen des Familienrechts heutigen Familien und Kindern gerecht? Reflexionen aus sozialwissenschaftlicher Perspektive, in: Zeitschrift für Familienforschung, Jg. 28, 2016, Nr. 2, S. 221–244
- mit S. Vidal und M. Feldhaus: Fertility Intentions and Residential Relocations, in: Demography, Jg. 54, 2017, Nr. 4, S. 1305–1330
- mit P. Buhr: Why childless men and women give up on having children, in: European Journal of Population, Jg. 33, 2017, doi:10.1007/s10680-017-9429-1